# Notre-Dame (Cléry)

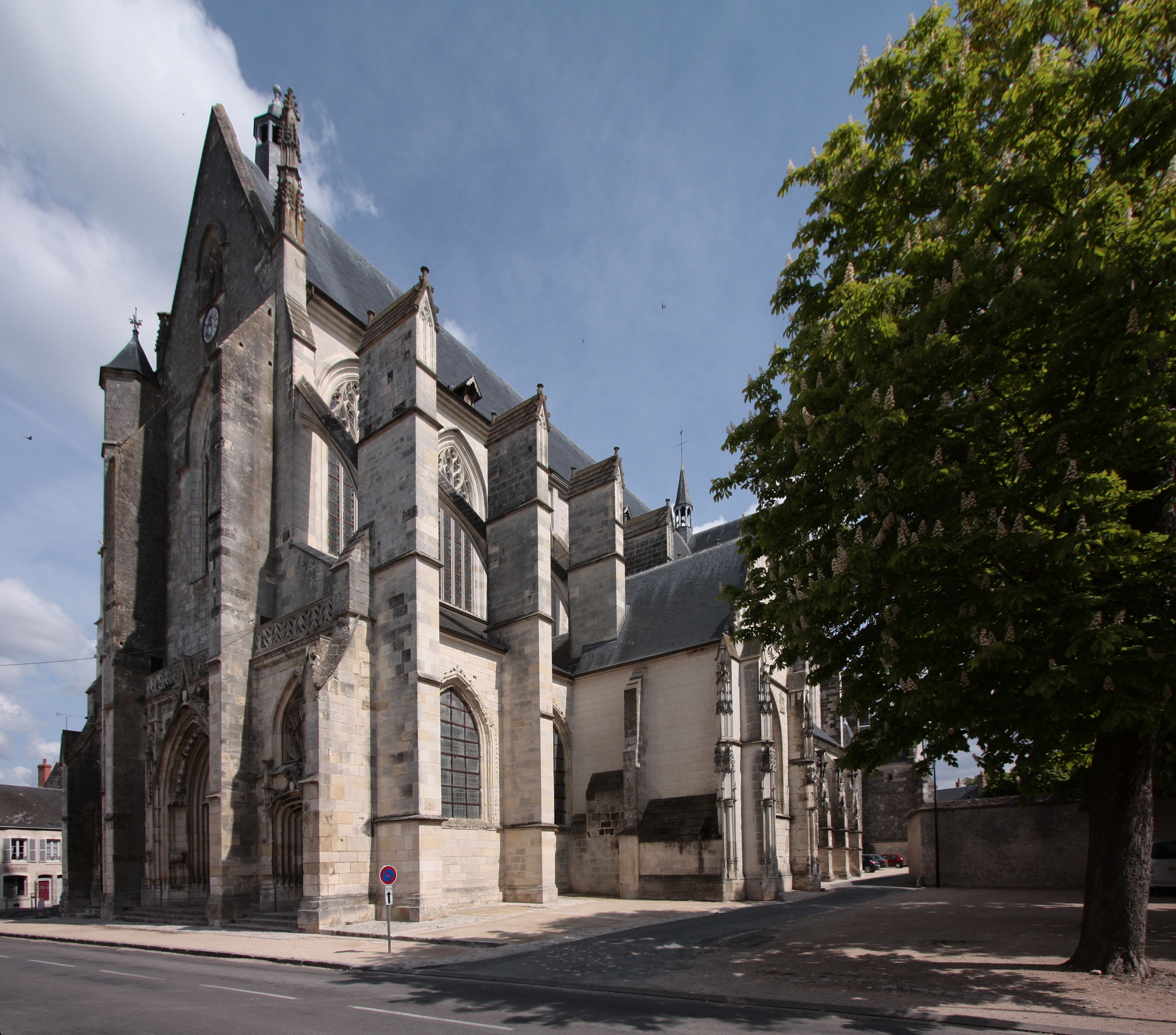
Notre-Dame de Cléry – Ansicht von Südwesten

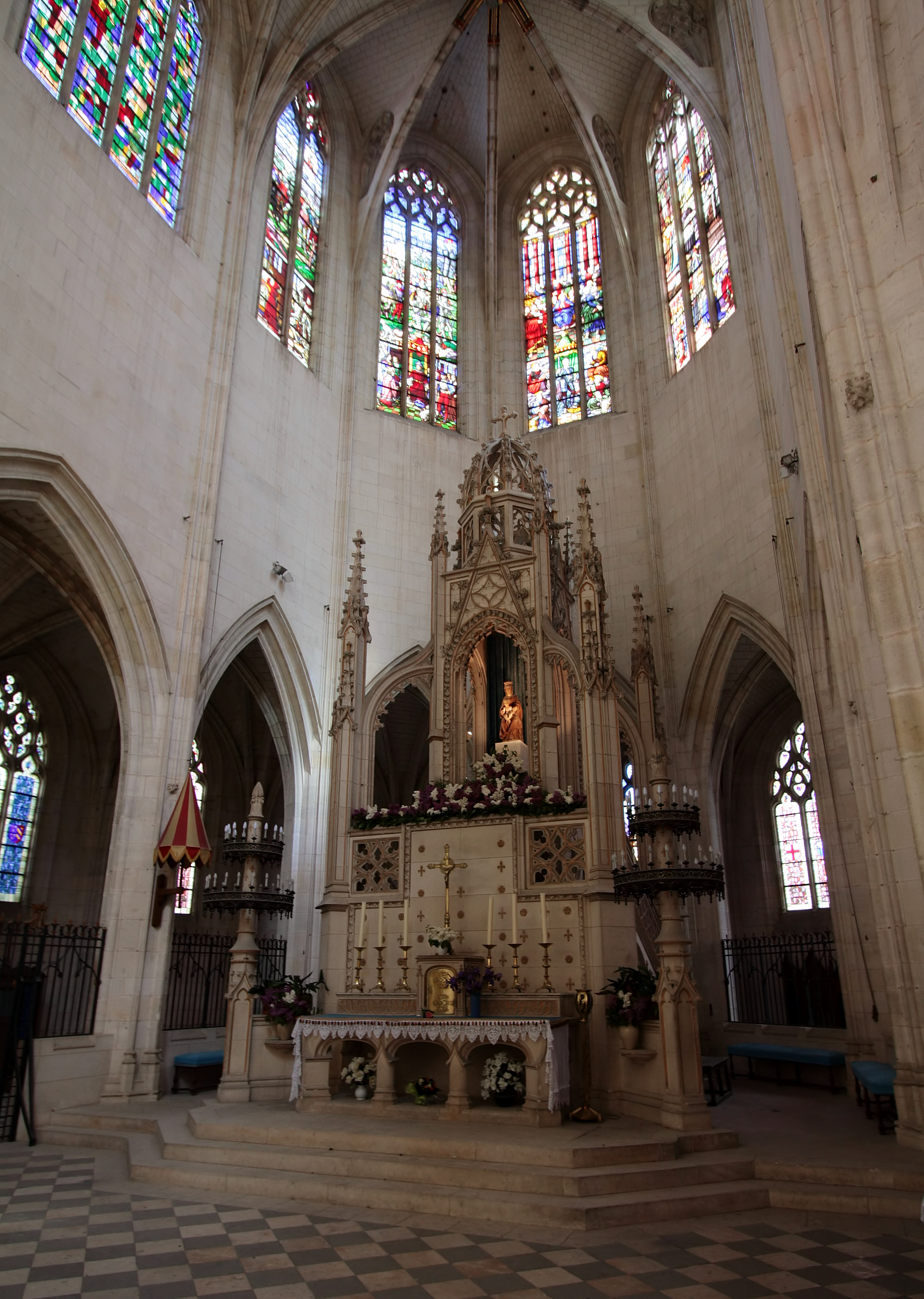
Hauptaltar

Notre-Dame de Cléry ist eine ehemalige Stiftskirche in Cléry-Saint-André und trägt seit 1894 den Kirchentitel einer Basilica minor. Sie gilt als eine der bedeutendsten Sakralbauten mit Fenstern im Flamboyant-Stil.

## Geschichte
Der Vorgängerbau, eine Marienwallfahrtskirche des 13. Jahrhunderts, wurde im Hundertjährigen Krieg 1428 von den Engländern zerstört; nur der Turm vom Anfang des 14. Jahrhunderts blieb erhalten. Im Jahr 1449 begannen Karl VII. und Graf Jean de Dunois (* 1402; † 1468) mit dem Wiederaufbau der Kirche. Baumeister war zunächst Pierre Chauvin, ab 1460 Pierre Le Paige. Der Neubau wurde tatkräftig unterstützt von König Ludwig XI., der 1443 ein entsprechendes Gelöbnis abgelegt hatte. Der König beauftragte auch den Maler Jean Fouquet und den Bildhauer Michel Colombe, beide bedeutende Künstler seines Reiches, sein Grabmal für diese Kirche zu entwerfen, war aber mit dem Ergebnis nicht zufrieden. 1481 sandte er Jean Bourré zu Colin d’Amiens für einen Entwurf. Das Grab wurde ausgeführt und Ludwig hier 1483 beigesetzt. Zwei Jahre später war der Kirchenbau vollendet. Das Grabmal wurde im Ersten Hugenottenkrieg 1562 zerstört.

## Baubeschreibung
Die siebenjochige Basilika besitzt ein nicht vortretendes Querhaus mit einem schlanken Dachreiter. Der zweijochige Ostchor mit Chorumgang schließt mit fünf Achteln. Der niedrige, nicht über das Kirchendach hinausragende Turm des Vorgängerbaus steht an der Nordseite. Der Innenraum ist fast 80 m lang und 27 m hoch. Das Maßwerk der Spitzbogenfenster ist äußerst reich im Flamboyantstil gehalten. Von den ursprünglich zehn Kapellen haben sich nur wenige erhalten, darunter die dreijochige Johanneskapelle an der Südseite des Langhauses, die Grablege von Graf Dunois und seiner Familie, und die zweijochige, mit einem üppigen Rippengewölbe versehene Jakobus-Kapelle von 1515 bis 1518, Grablege des Kirchendekans Gilles de Pontbriand und seines Bruders François.

## Ausstattung
- Das (neue) Gnadenbild, eine thronende Madonna aus Eichenholz (17. Jahrhundert), steht auf dem Hauptaltar, der im 19. Jahrhundert errichtet wurde.
- Von den gotischen Glasmalereien haben sich nur diejenigen des mittleren Chorfensters erhalten. Dieses wurde von Heinrich III. gestiftet und zeigt das Pfingstwunder und darunter ihn selbst, umgeben von den vier Evangelisten, bei der Wiedergründung des Ordens vom Heiligen Geist. Die übrigen Fenster sind Schöpfungen des 19. Jahrhunderts.
- Das mit Schnitzwerk geschmückte 42-sitzige Chorgestühl ist eine Stiftung Heinrichs II. aus dem Jahr 1550.
- In der angrenzenden Gruft wurde bereits 1477 mit Tanneguy du Chastel ein Getreuer Ludwigs bestattet.
- An der Südseite des Langhauses ist das Herz Karls VIII. beigesetzt.
- In der Jakobus-Kapelle, die auf dem Jakobusweg von Orléans her eine erste Station bildete, sind die Gewölbekappen schmuckvoll skulptiert: Man findet Pilgerstäbe, Pilgerbeutel und Geißelstricke. Die Grabnischen haben skulptierte Baldachine. Beachtenswert sind die Heiligen-Plastiken dieser Kapelle aus Holz und Stein; sie stammen aus dem 16. und 17. Jahrhundert.
- Das Portal der Sakristei, Zugang zu einer ehemaligen Grabkapelle, zeigt pflanzliche Ornamentformen. Über dem Portal weist eine Fensteröffnung auf das Oratorium Ludwigs XI. hin.

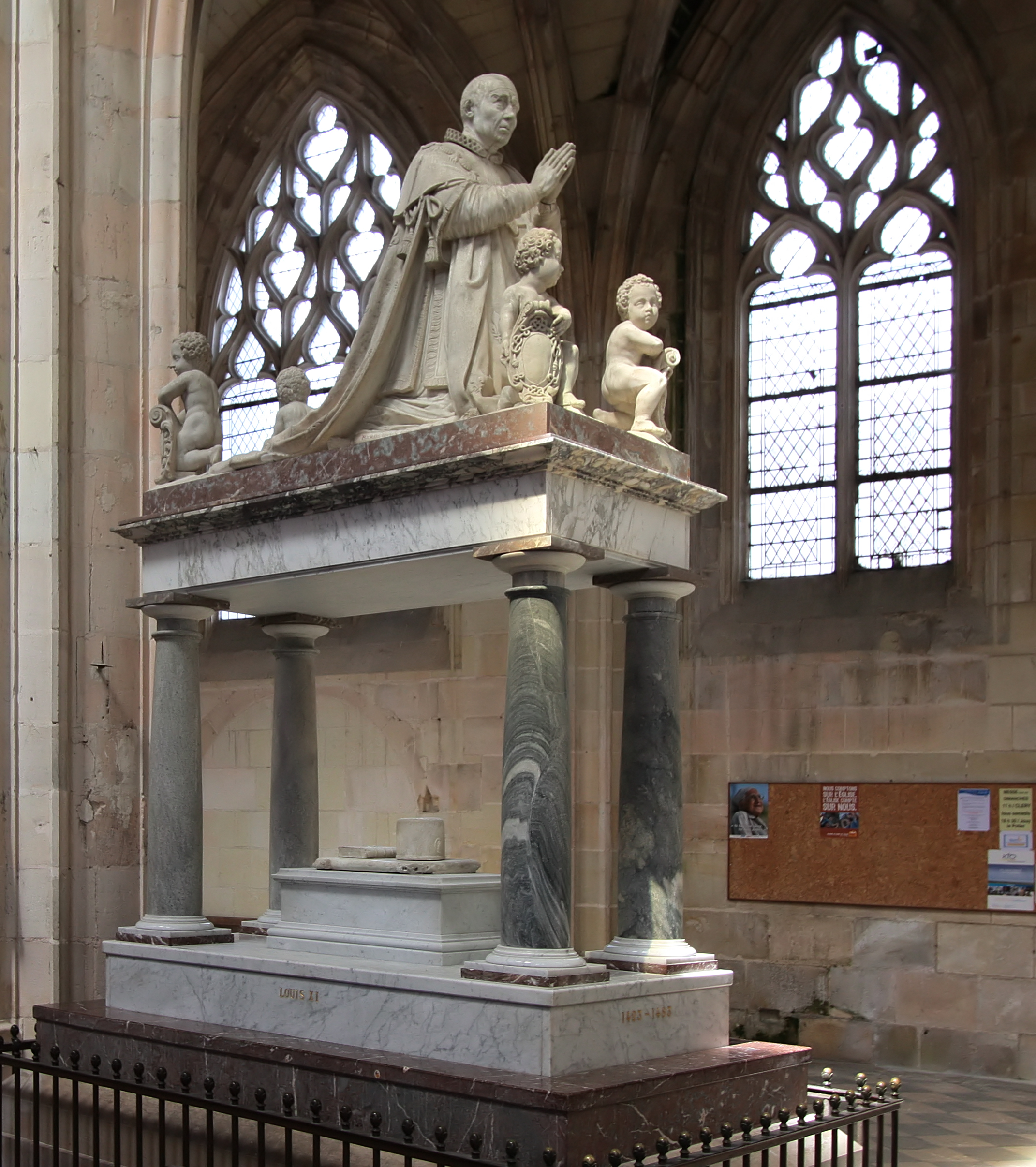
Kenotaph Ludwigs XI.

Das bedeutsamste Ausstattungsstück ist das Kenotaph Ludwigs XI. auf der Nordseite des Langhauses unter der vordersten Arkade, das im 19. Jahrhundert wiedererrichtet wurde. Seine schräge Anordnung hat ihren Grund in der Ausrichtung auf den ursprünglichen Wallfahrtsaltar vor einem Lettner. Das Grabmal besteht aus einer Marmorplatte auf vier Säulen, auf der der König in Lebensgröße in betender Haltung in Richtung des ehemaligen Wallfahrtsaltars kniet. Vier Kartuschen haltende Putten begleiten ihn. Die ursprüngliche Bronzestatue, von Ludwig noch selbst in Auftrag gegeben, wurde 1562 von den Hugenotten eingeschmolzen; die heutige Marmorstatue ist ein Werk des Bildhauers Michel Bourdin aus Orléans aus dem Jahr 1622. Bestattet sind Ludwig XI. und seine Gemahlin Charlotte von Savoyen in einem Grabgewölbe in der Nähe des Kenotaphs.

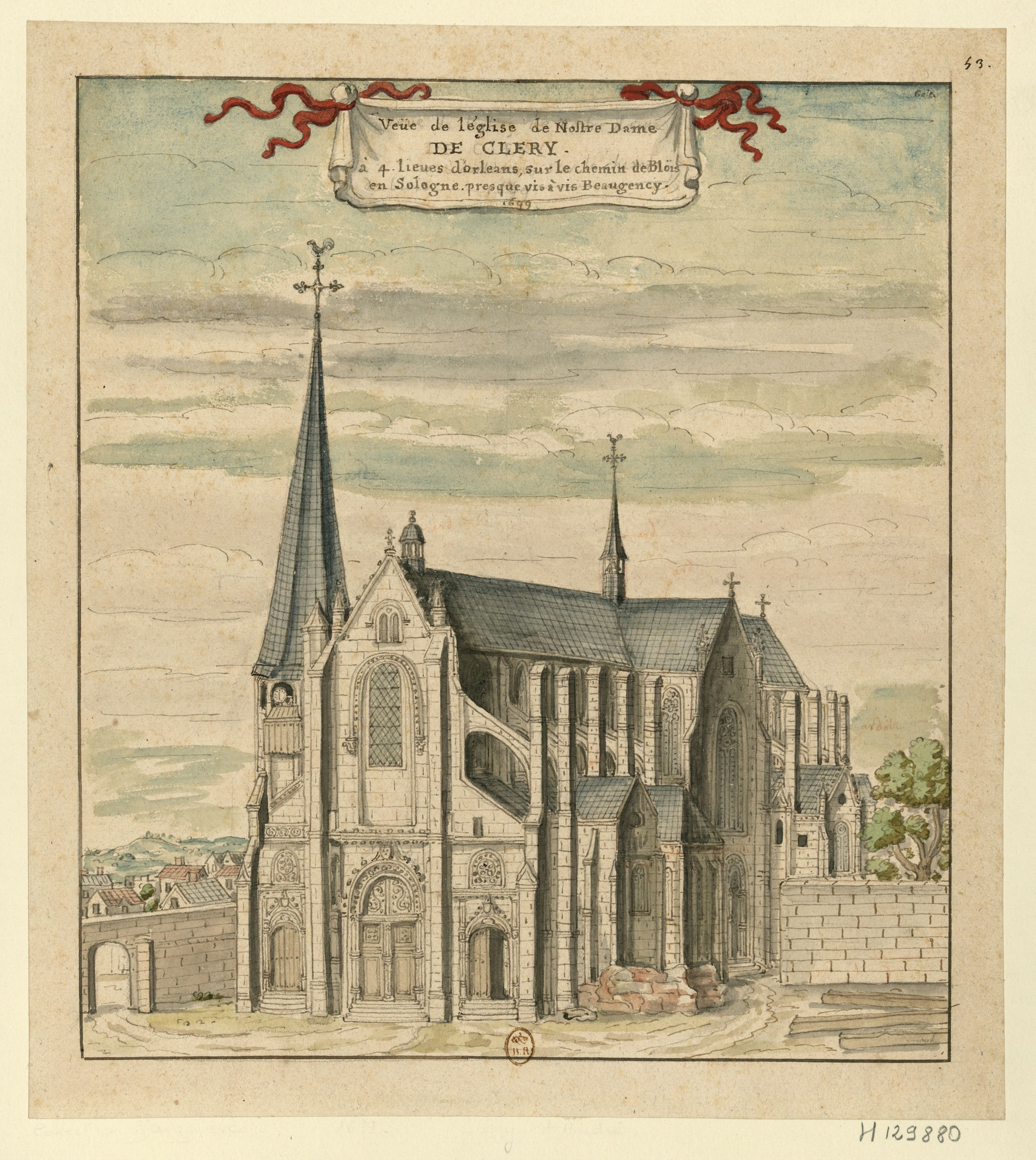
Die Kirche im Jahr 1699
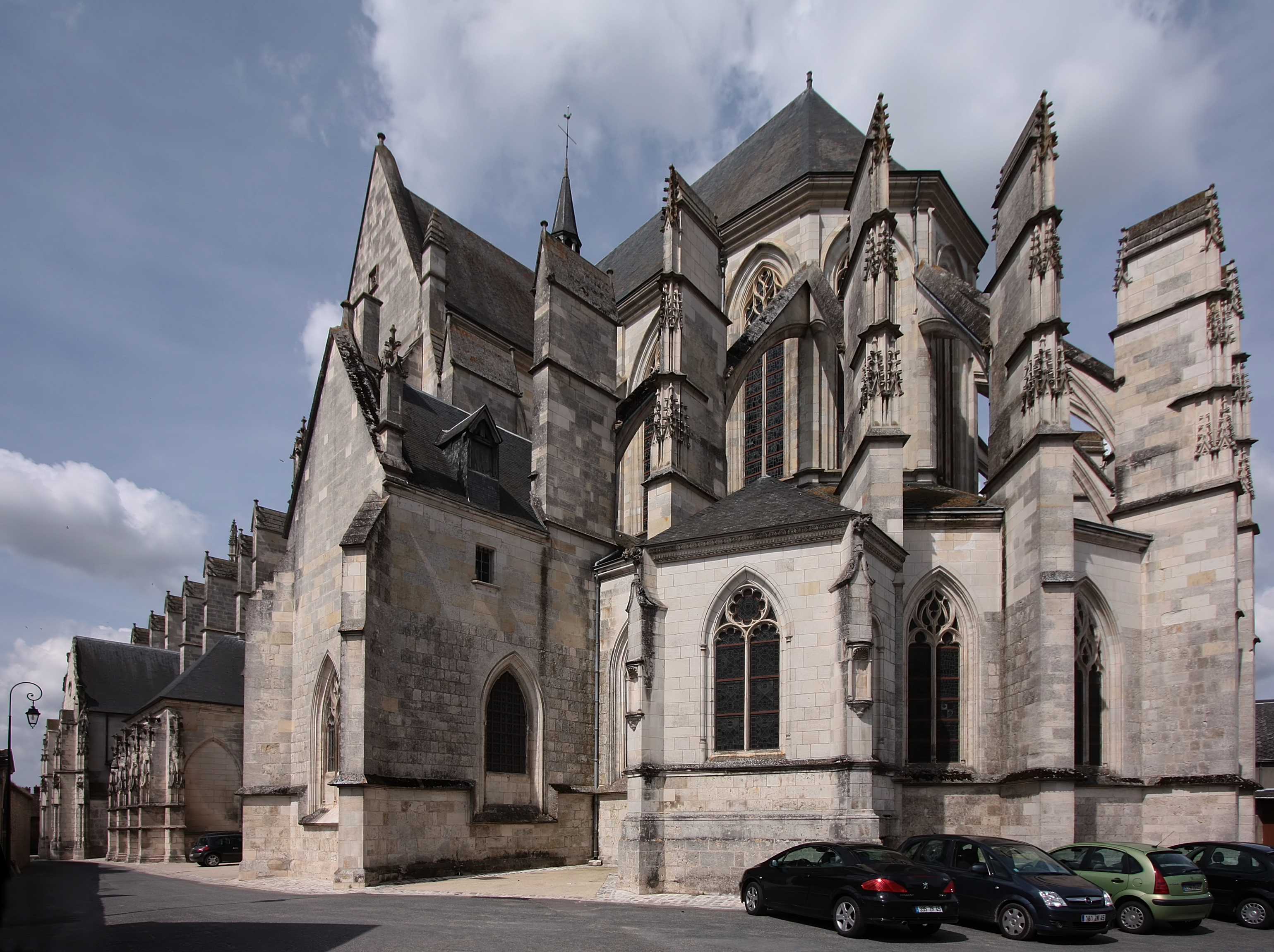
Chorseite
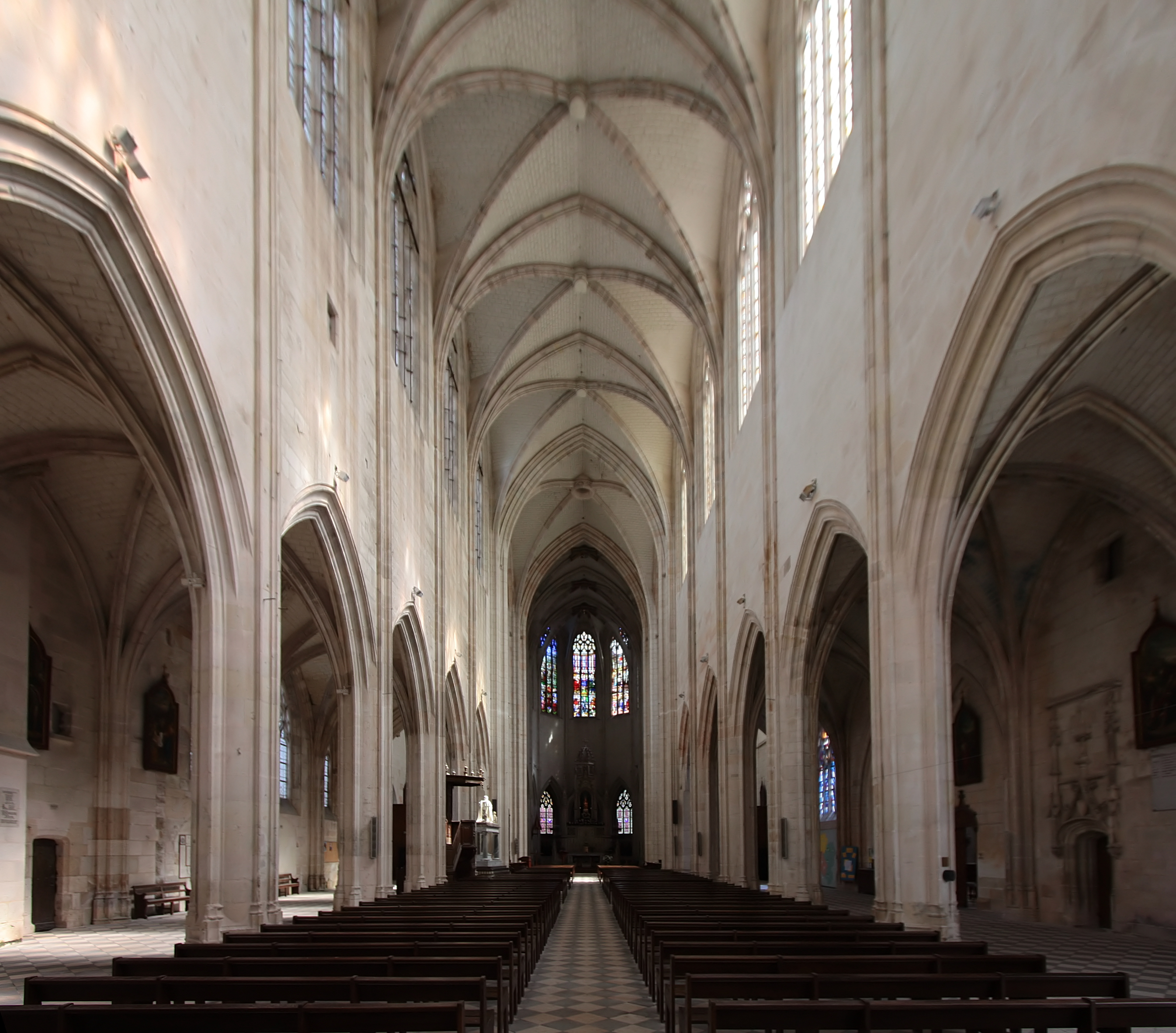
Langhaus
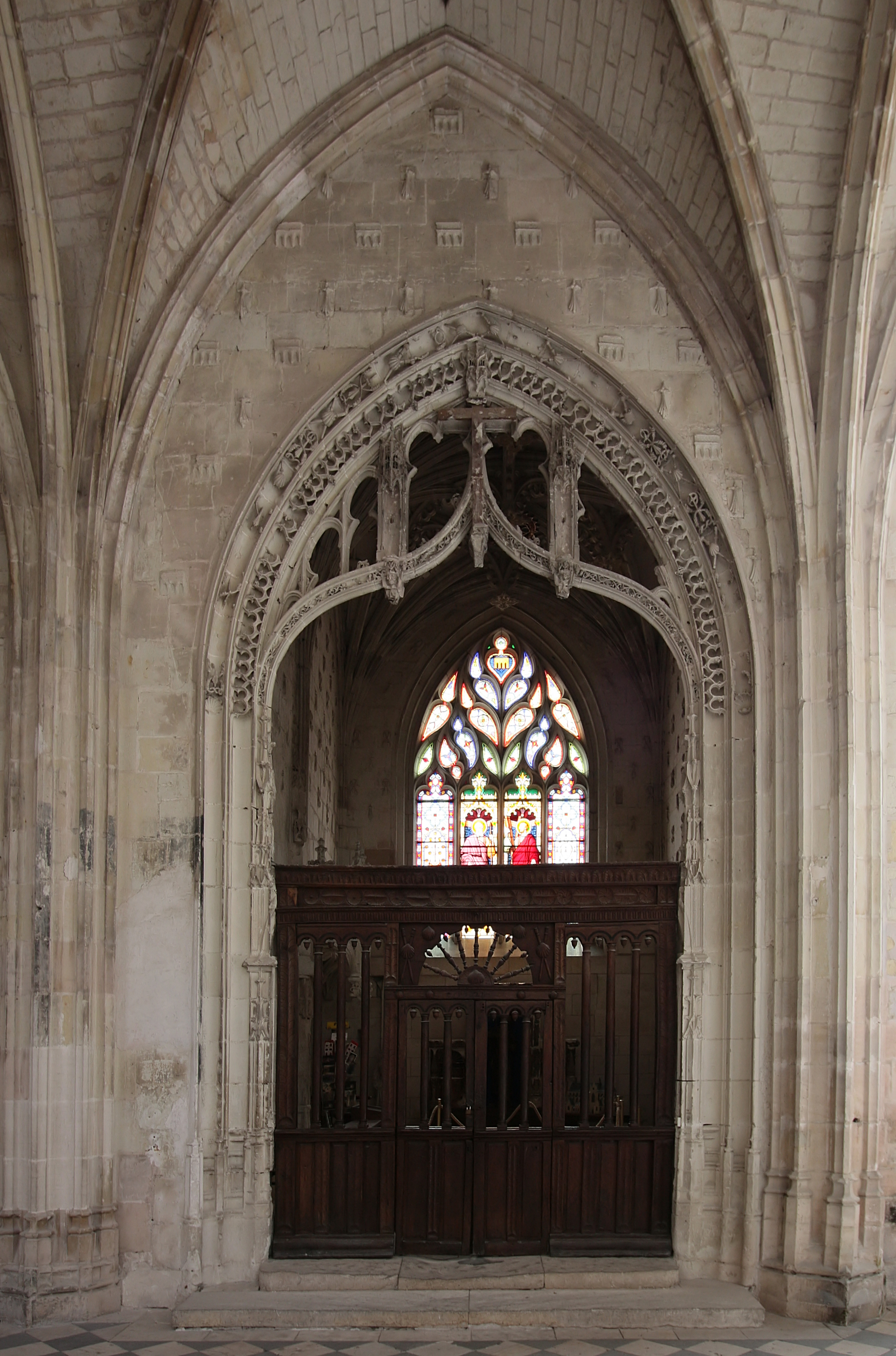
Jakobus-Kapelle
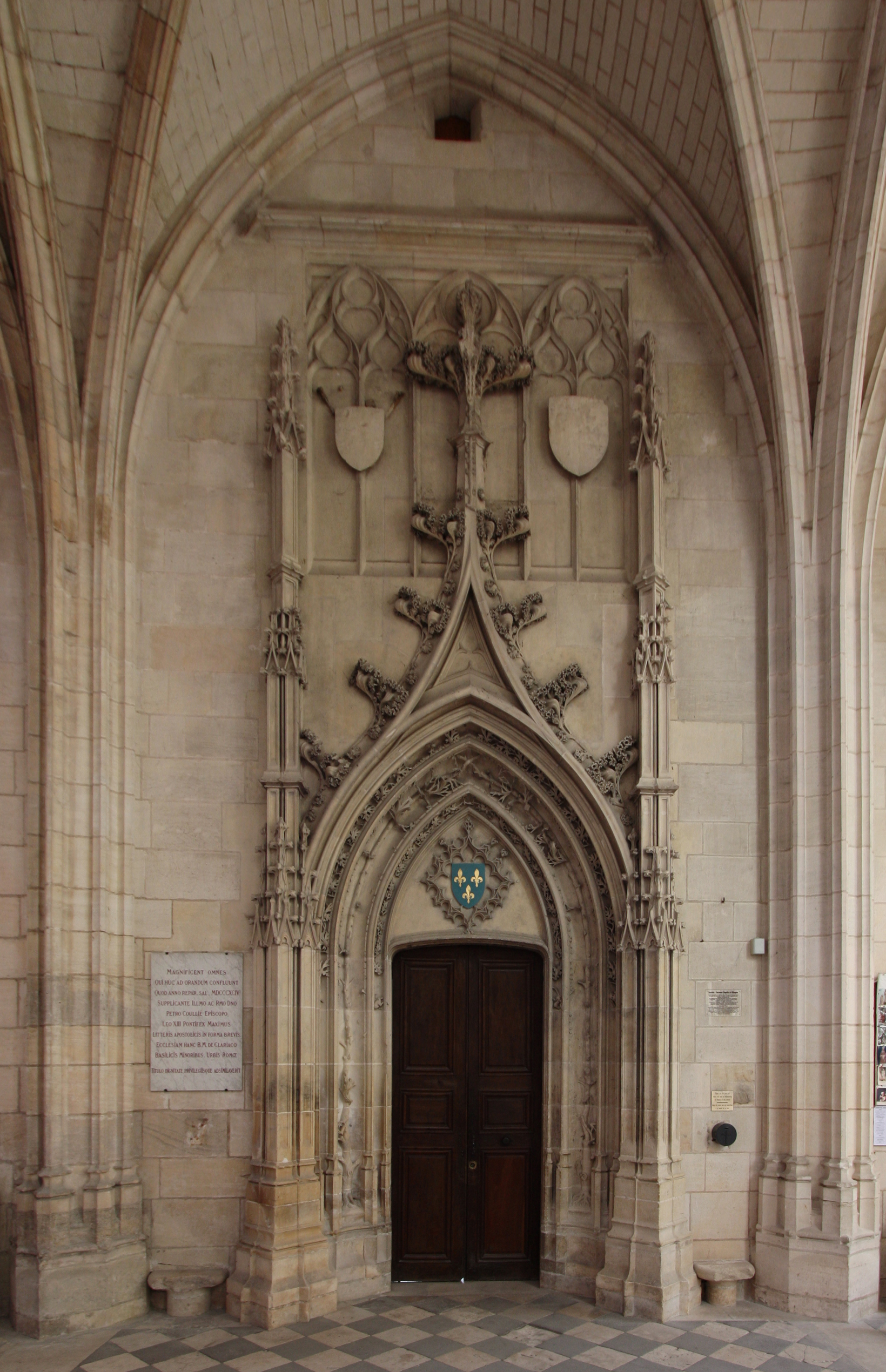
Portal der Sakristei
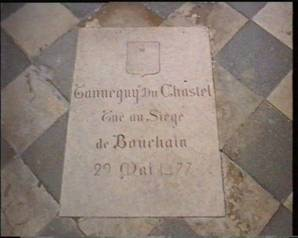
Grabplatte des Tanneguy du Chastel

## Orgel
Die Orgel stammt aus dem 19. Jahrhundert und wurde von dem Orgelbauer Lorot errichtet. Das Instrument stand zunächst in einer Kirche in Orleans und wurde erst später in der Basilika aufgestellt und erweitert. Die Orgel hat 13 Register auf zwei Manualen und Pedal. Die Trakturen sind mechanisch.
| I Grand Orgue C–f3 |           |     |
| 1.                 | Bourdon   | 16′ |
| 2.                 | Bourdon   | 8′  |
| 3.                 | Flûte     | 8′  |
| 4.                 | Gambe     | 8′  |
| 5.                 | Prestant  | 4′  |
| 6.                 | Trompette | 8′  |
| 7.                 | Clairon   | 4′  |

| II Récit expressif c0–g3 |                  |    |
| 8.                       | Flûte harmonique | 8′ |
| 9.                       | Gambe            | 8′ |
| 10.                      | Voix céleste     | 8′ |
| 11.                      | Flûte octaviante | 4′ |
| 12.                      | Trompette        | 8′ |
|                          | Tremblant        |    |

| Pédale C–g0 |          |     |
| 13.         | Soubasse | 16′ |

- Koppeln I/I als Suboktavkoppel, II/I, I/P